# Hickory Hill (Kentucky)
Pour les articles homonymes, voir Hickory Hill.
Hickory Hill est une ville américaine située dans le comté de Jefferson, dans le Kentucky. Selon le recensement de 2020, sa population est de 119 habitants.